# 厄宁根
厄宁根是德国巴登-符腾堡州的一个市镇。总面积28.20平方公里，总人口3645人，其中男性1807人，女性1838人（2011年12月31日），人口密度129人/平方公里。